# Claude-Siméon Passemant

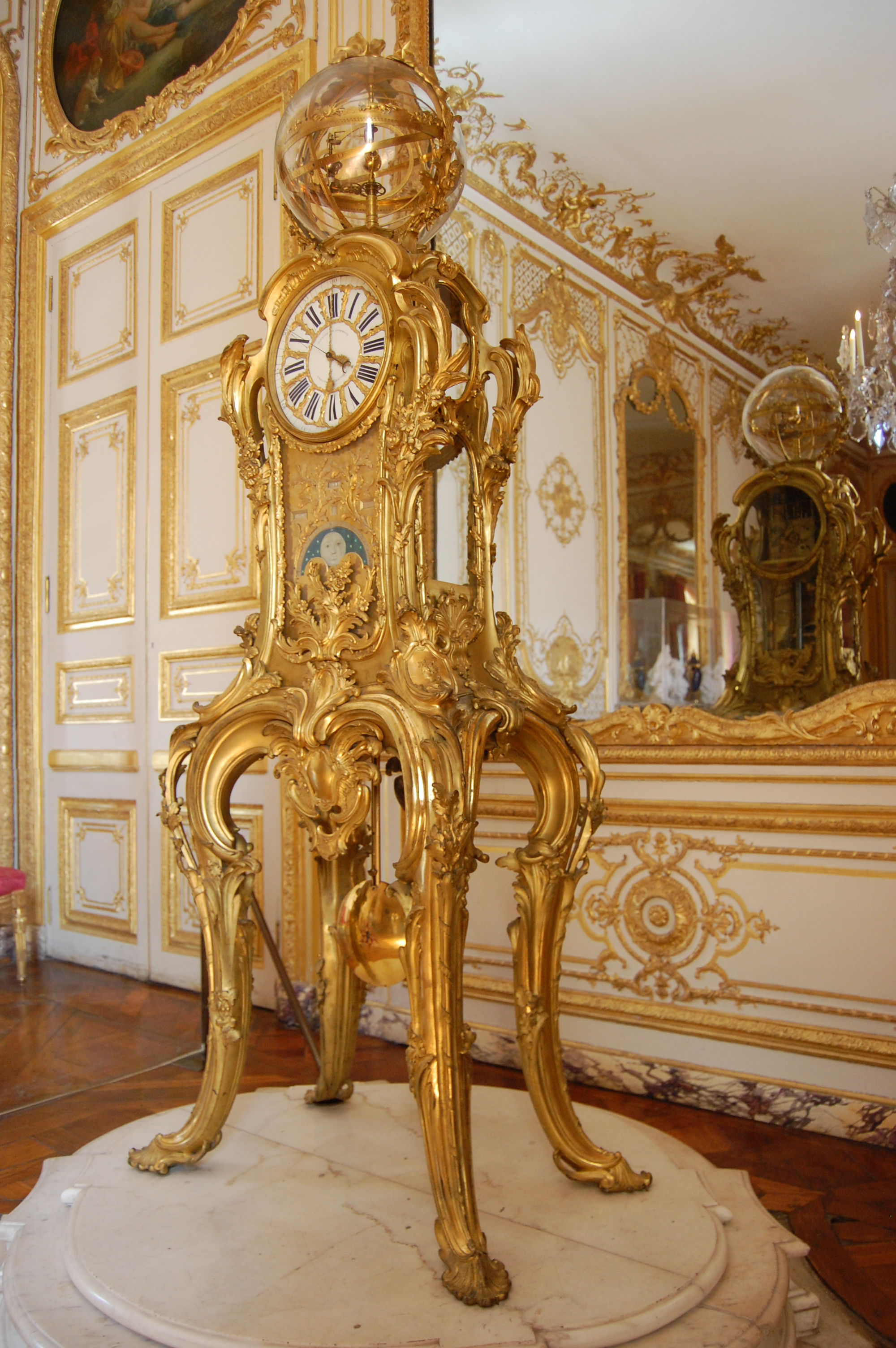
Reloj astronómico de Passemant, conservado en el palacio de Versalles

Claude-Siméon Passemant (París, 1702-1769) fue un sabio francés.

## Biografía
Se ocupó del estudio de las ciencias naturales y en la construcción de instrumentos de anatomía y física, como telescopios y barómetros, entre otros. Un reloj astronómico coronado por una esfera móvil que presentó a Luis XV le valió una pensión de 1000 libras francesas. Introdujo también algunas mejoras en el microscopio y publicó varias memorias en el Recueil de l'Académie des Sciences.